# Hans-Joachim Blietz
Hans-Joachim Blietz ist ein ehemaliger deutscher Handballtrainer.
Blietz übernahm 1982 das Traineramt bei den Frauen des TH Eilbeck und führte sie 1983 zum Aufstieg in die Bundesliga. Zu den Spielerinnen gehörte seine Ehefrau Christiane. Er betreute die Hamburgerinnen auch in der Bundesliga, als Neuling wurde in der Saison 1983/84 der sechste Tabellenrang erreicht. In seinem zweiten Bundesliga-Spieljahr mit Eilbeck gab Blietz im Dezember 1984 das Ende seiner Trainertätigkeit bekannt, da sich seine sportlichen Vorstellungen nicht umsetzen ließen. Im weiteren Saisonverlauf betreute er die Eilbecker Damen wieder als Trainer und blieb auch nach dem Bundesliga-Abstieg im Frühling 1985 im Amt. Im November 1986 kam es zwischen Blietz und dem Zweitligisten zur Trennung.
Blietz studierte an der Universität Hamburg Geografie und Sport für das Lehramt. 1987 veröffentlichte er gemeinsam mit Joachim Matschoß das Lehrbuch „Handball-Übungssammlung für die Praxis“.